# Michael Hooper
Michael Hooper (ur. 29 października 1991 r. w Sydney) – australijski rugbysta występujący na pozycji rwacza. Reprezentant kraju i dwukrotny uczestnik oraz medalista pucharu świata.

## Młodość
Hooper wychowywał się w Collaroy na północnych przedmieściach Sydney. Po raz pierwszy zetknął się z rugby w wieku 6 lat, kiedy trafił do szkółki miejscowego klubu Manly Roos. początkowo występował na pozycji środkowego ataku, dopiero w grupie do lat 11 został przesunięty do formacji młyna. Ukończył katolickie St Pius X College w pobliskim Chatswood.

## Kariera klubowa
Po wkroczeniu w wiek seniorski Hooper rozpoczął występy w lokalnej drużynie Manly Marlins, w której barwach grywał nieregularnie także w późniejszych latach. Równocześnie, bezpośrednio po zakończeniu nauki w college’u przeniósł się do Canberry, gdzie dołączył do akademii Brumbies. Niemniej po zaledwie kilku miesiącach awansował do pierwszego zespołu rywalizującego w Super 14. W 2010 roku zadebiutował w tych rozgrywkach, zmieniając George’a Smitha w meczu z Chiefs.
Przez kolejne dwa lata Hooper umacniał swoją pozycję w drużynie, jednak dopiero sezon 2012 można uznać za przełomowy. Wystąpił w 16 spotkaniach Brumbies, w zdecydowanej większości w pierwszym składzie. W związku z upływającym kontraktem, zainteresowanie usługami młodego rwacza wykazywały trzy australijskie zespoły – oprócz Brumbies także Waratahs i Western Force. Ostatecznie Hooper zdecydował się na powrót do rodzinnego Sydney i związał się umową z ekipą „Tahs”.
Przed sezonem 2014 został mianowany wicekapitanem ekipy z Nowej Południowej Walii, a gdy kontuzji doznał kapitan Dave Dennis, w meczu z Reds Hooper przejął jego obowiązki. Pod jego wodzą Waratahs sięgnęli po pierwszy w swojej historii tytuł mistrzowski w Super Rugby, pokonawszy w finale Crusaders 33:32. W drugiej połowie roku został wyznaczony do gry w drużynie North Harbour Rays, która miała rywalizować w inauguracyjnym sezonie National Rugby Championship, jednak z uwagi na zobowiązania reprezentacyjne nie wystąpił w żadnym spotkaniu rozgrywanym przez Rays.
W kolejnym roku wraz z Waratahs Hooper zajął po sezonie zasadniczym pierwsze miejsce w konferencji australijskiej i drugie w zbiorczej tabeli. Niemniej drogę do obrony tytułu zamknęła ekipie z Sydney półfinałowa porażka 17:35 z nowozelandzkimi Highlanders. W lipcu został jedynym tzw. „wiodącym graczem” (ang. marquee player) w barwach North Harbour Rays. Ze względu na udział w Pucharze Świata ponownie ani razu nie pojawił się na boisku w barwach tej drużyny.

## Kariera reprezentacyjna

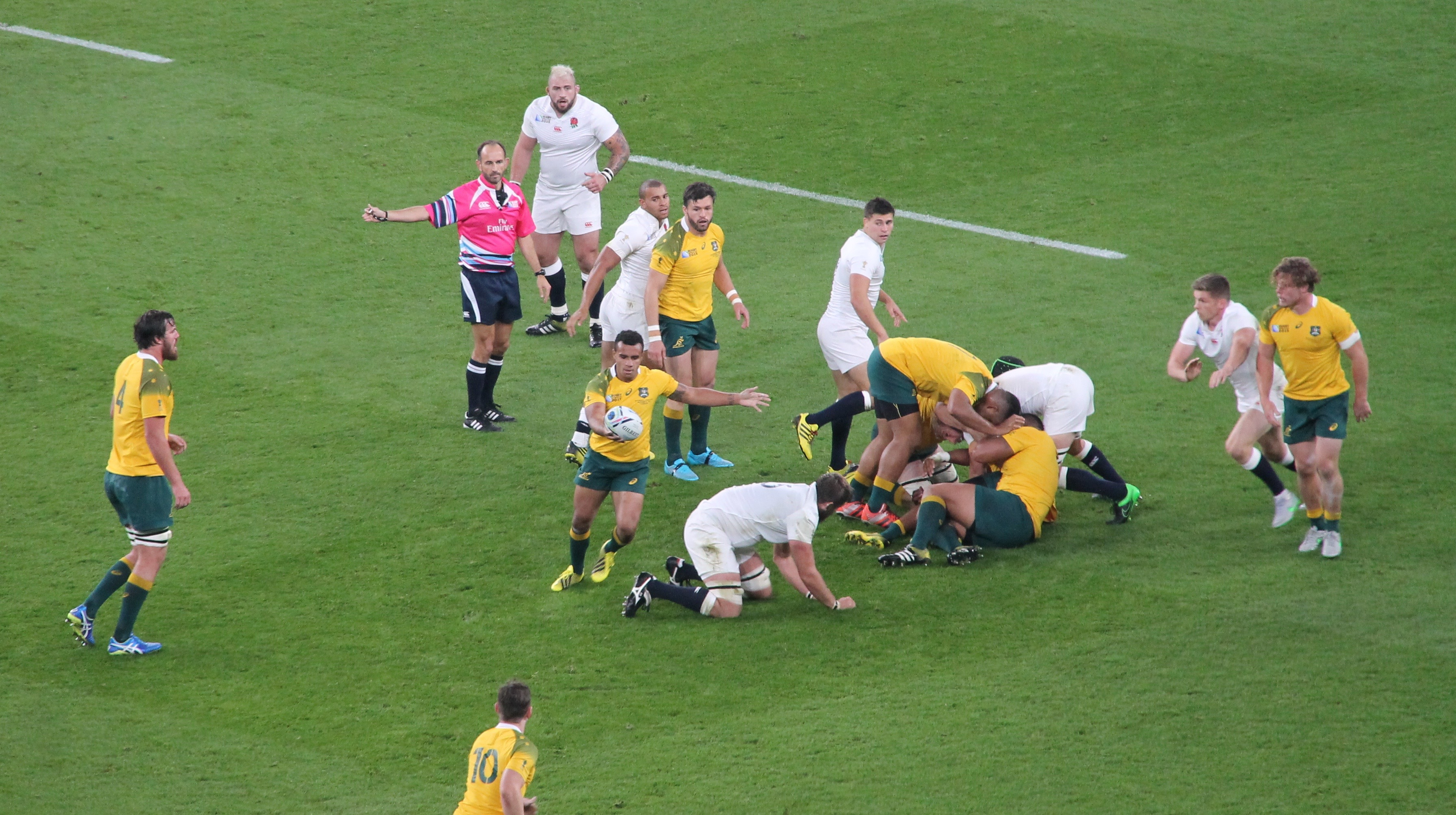
Hooper (skrajnie z prawej) podczas meczu Pucharu Świata z Anglią (2015)

Kontuzja ramienia odniesiona podczas ostatniego roku spędzonego w szkole uniemożliwiła Australijczykowi występy w reprezentacji U-18. W 2010 roku otrzymał pierwsze powołanie do drużyny narodowej do lat 20, jednak z uwagi na uraz kostki musiał opuścić mistrzostwa świata juniorów w Argentynie. Rok później uczestniczył w kolejnej edycji mistrzostw we Włoszech, gdzie „Young Wallabies” w meczu o trzecie miejsce pokonali Francuzów. W trakcie występów w kadrze U-20 Hooper pełnił niekiedy rolę kapitana, gdy kontuzjowany był pełniący zazwyczaj tę funkcję Colby Faingaʻa.
Po imponujących występach w reprezentacji do lat 20 w 2012 roku otrzymał powołanie do pierwszej reprezentacji na serię czerwcowych testmeczów. Zadebiutował jako zmiennik w rozgrywanym w Newcastle spotkaniu ze Szkocją. W meczu z Nową Zelandią o Bledisloe Cup trafił do pierwszego składu „Wallabies”, w którym zastąpił kontuzjowanego Davida Pococka. W swoim debiutanckim sezonie w kadrze Hooper rozegrał łącznie aż 13 spotkań.
Rok 2013 w drużynie narodowej rozpoczął się od serii spotkań z kombinowanym zespołem British and Irish Lions. Wywodzący się z Sydney zawodnik wystąpił we wszystkich trzech meczach, w tym w dwóch pierwszych w wyjściowym składzie. Kolejna kontuzja Pococka (uszkodzone więzadło krzyżowe) sprawiła, że Hooper wraz z Liamem Gillem przez cały sezon tworzyli w australijskiej reprezentacji niemal nierozłączną parę rwaczy. Wystąpiwszy we wszystkich 15 meczach reprezentacji, kilkakrotnie wybierany był zawodnikiem meczu jak również zostało mu przyznane miano najlepszego zawodnika kończącej rok serii spotkań. Wyrazem uznania był też John Eals Medal, wyróżnienie dla najlepszego australijskiego zawodnika w danym roku.
Wobec ponownego urazu więzadeł krzyżowych nominalnego kapitana reprezentacji Davida Pococka jego funkcję powierzono Stephenowi Moore'owi, zaś Hooper i Adam Ashley-Cooper zostali jego zastępcami. Kiedy w drugiej minucie pierwszego spotkania sezonu, z Francją Moore również doznał kontuzji, obowiązki kapitana przejął Hooper. Został tym samym 82. kapitanem „Wallabies” i najmłodszym zawodnikiem pełniącym tę funkcję (22 lata 223 dni) od debiutu w tej roli Kena Catchpole’a w 1961 roku. Jak się później okazało, Moore także uszkodził więzadła krzyżowe, co wykluczyło go z gry do końca sezonu, w którego trakcie funkcję kapitana sprawował dużo młodszy Hooper.
Na przełomie lipca i sierpnia wraz z australijską kadrą wygrał rozgrywki The Rugby Championship, które z uwagi na zbliżający się Puchar Świata, skrócono do jednej tury.
W sierpniu Hooper otrzymał powołanie na rozgrywany w Anglii Puchar Świata. Tam Australijczycy dotarli do wielkiego finału, w którym ulegli Nowej Zelandii. W trakcie turnieju wychowanek Manly Roos wystąpił w pięciu meczach, zdobywając jedno przyłożenie. Występy na arenie międzynarodowej zaowocowały nominacją – obok kolegi z trzeciej linii młyna reprezentacji Davida Pococka – do tytułu najlepszego zawodnika na świecie w roku 2015 według World Rugby.

## Wyróżnienia
- Zawodnik Roku według World Rugby (World Rugby Player of the Year)
  - nomiacja – 2015[35]
- nagroda dla najlepszego zawodnika w Australii (John Eales Medal)
  - (2): 2013[3][25], 2016[36]
  - w kategorii U-20 (1): 2011[5]
- nagroda dla debiutanta roku w ekipie „Wallabies” (Wallabies Rookie of the Year)
  - (1): 2012[5][37]
- nagroda dla najlepszego australijskiego zawodnika roku w głosowaniu kibiców (Australia’s Choice Player of the Year)
  - (4): 2013[25], 2014[2], 2015[38], 2016[36]
- nagroda dla najlepszego australijskiego zawodnika w Super Rugby (Australian Super Rugby Player of the Year)
  - (2) 2013[5], 2014[3]
- nagroda dla najlepszego zawodnika Waratahs (Matthew Burke Cup)
  - (4): 2013[6], 2014[6][39], 2015[6], 2016[40]

## Życie osobiste
Michael jest najmłodszym z rodzeństwa. Jego ojciec, David pochodzi z angielskiego Kentu. Nim w wieku 24 lat przeniósł się do Australii, uprawiał pływanie i piłkę nożną. Zamieszkawszy w Sydney w 1985 roku, zaczął treningi rugby w zespole Manly Marlins. W lokalnej lidze występował na pozycji rwacza do 1992 roku, przez rok grając także w rugby league w barwach North Sydney Bears.
Hooper w 2014 roku uzyskał Advanced Diploma of Management, odpowiednik polskiego tytułu „technika zarządzania”